# Anthony Montague Browne
Anthony Montague Browne (* 8. Mai 1923; † 1. April 2013) war der letzte Privatsekretär Winston Churchills und der leibliche Vater des Theologen Justin Welby.

## Leben
Anthony Montague Browne war der Sohn eines britischen Armeeangehörigen. Er wuchs in der Schweiz und in einem Internat – der Stowe boarding school – in Buckinghamshire auf, besuchte das Magdalen College in Oxford und trat dann eine Laufbahn in der Armee an. Bei der Royal Air Force diente er im Mittleren Osten und war während des Zweiten Weltkrieges in der Nähe der Grenze zwischen Myanmar und Bengalen stationiert. Seine Flugausbildung begann er mit einer Tiger Moth. 
Für Winston Churchill arbeitete er, als dieser zum zweiten Mal Premierminister war, und dann wieder, nach einer kurzen Zwischenzeit im Foreign Office, bis zu dessen Tod im Jahr 1965. Er war Churchills Privatsekretär.
Unmittelbar vor deren Eheschließung mit dem Whiskyhändler Gavin Welby, die sehr plötzlich erfolgte, hatte er eine Affäre mit Jane Portal, die ebenfalls für Churchill arbeitete. Laut Aussage Justin Welbys waren sowohl dessen Mutter als auch Gavin Welby, der 1977 starb, alkoholkrank. Die Mutter machte Ende der 1960er Jahre allerdings erfolgreich eine Entziehungskur.
In den Tagen vor der Hochzeit habe sie mit Montague Browne Geschlechtsverkehr gehabt, erklärte Justin Welbys Mutter später. Auf beiden Seiten seien große Mengen Alkohol im Spiel gewesen und dem Versuch, zu verhüten, sei offenbar kein Erfolg beschieden gewesen. Ihr Sohn wurde fast genau neun Monate nach der Eheschließung geboren, sodass sie angenommen hatte, er stamme von Gavin Welby ab. Laut eigener Aussage hatte sie nach ihrer Heirat zunächst keinen Kontakt mehr mit Montague Browne. Nachdem ihre Ehe mit Gavin Welby 1958 in die Brüche gegangen war, trafen die beiden einander aber gelegentlich wieder. Nichts in seinem Benehmen habe darauf schließen lassen, dass Montague Browne den Verdacht gehabt habe, er könne Justin Welbys Vater sein, erklärte dessen Mutter, die später erneut heiratete und seitdem Jane Williams hieß, später. Die Verwandtschaft zwischen Justin Welby und Anthony Montague Browne wurde durch einen Vaterschaftstest nachgewiesen, nachdem die Familie Browne immer wieder auf die frappante Ähnlichkeit zwischen Justin Welby und Anthony Montague Browne hingewiesen hatte. Möglich war dieser Test, weil Montague Brownes Witwe noch eine Haarbürste ihres Mannes besaß, an der sich genetisches Material des einstigen Besitzers befand. Das Ergebnis überraschte sowohl Justin Welby als auch dessen Mutter. Der Erzbischof von Canterbury stürzte durch die Enthüllung seiner wahren Abkunft aber in keine existentielle Krise. Seine Identität vor Christus sei ohnehin wichtiger als seine biologische Abkunft, meinte Welby.